# Commune libre d'Aligre
La Commune libre d'Aligre est une association de quartier régie par la loi de 1901 , née en 1955 sous l’égide de M. Jeanson, commerçant du marché Beauvau, dans l’élan de solidarité de l’après-guerre pour venir en aide aux populations en difficulté du quartier.
Cette association a pour buts l’animation sociale, culturelle et sportive du quartier d’Aligre, la défense de son environnement et de son cadre de vie, la promotion de l’entraide et de la solidarité entre ses habitants, dans un esprit de convivialité et de solidarité.